# Varbevere
Varbevere es una localidad del municipio de municipio de Jõgeva en el condado de Jõgeva, Estonia, con una población censada a final del año 2011 de 69 habitantes. 
Se encuentra ubicada en el centro del condado, a poca distancia al oeste del lago Peipus, al sur del condado de Lääne-Viru y al norte del condado de Tartu.